# Джефферсон (тауншип, Миннесота)
Джефферсон (англ. Jefferson) — тауншип в округе Хьюстон, Миннесота, США. На 2000 год его население составило 129 человек.

## География
По данным Бюро переписи населения США площадь тауншипа составляет 90,2 км², из которых 82,9 км² занимает суша, а 7,3 км² — вода (8,04 %).

## Демография
По данным переписи населения 2000 года здесь находились 129 человек, 46 домохозяйств и 35 семей. Плотность населения —  1,6 чел./км². На территории тауншипа расположено 60 построек со средней плотностью 0,7 построек на один квадратный километр. Расовый состав населения: 100,00 % белых.
Из 46 домохозяйств в 30,4 % воспитывались дети до 18 лет, в 69,6 % проживали супружеские пары, в 2,2 % проживали незамужние женщины и в 23,9 % домохозяйств проживали несемейные люди. 21,7 % домохозяйств состояли из одного человека, при том 6,5 % из — одиноких пожилых людей старше 65 лет. Средний размер домохозяйства — 2,80, а семьи — 3,34 человека.
31,0 % населения — младше 18 лет, 7,0 % — в возрасте от 18 до 24 лет, 25,6 % — от 25 до 44, 17,1 % — от 45 до 64, и 19,4 % — старше 65 лет. Средний возраст — 36 лет. На каждые 100 женщин приходилось 126,3 мужчин. На каждые 100 женщин старше 18 приходилось 117,1 мужчин.
Средний годовой доход домохозяйства составлял 25 938 долларов, а средний годовой доход семьи —  38 750 долларов. Средний доход мужчин —  23 750  долларов, в то время как у женщин — 13 750. Доход на душу населения составил 12 247 долларов. За чертой бедности находились 12,8 % семей и 7,5 % всего населения тауншипа, из которых 31,3 % старше 65 лет.